# David Reynolds
David Reynolds (Placerville, 10 agosto 1966) è uno sceneggiatore statunitense, famoso per aver scritto film, come Alla ricerca di Nemo, Mulan e Le follie dell'imperatore.

## Filmografia
- Soul Man, regia di Steve Miner (1986)
- Mulan, regia di Tony Bancroft e Barry Cook (1998)
- Fantasia 2000, registi vari (1999)
- Le follie dell'imperatore, regia di Mark Dindal (2000)
- Atlantis - L'impero perduto, regia di Gary Trousdale e Kirk Wise (2001)
- Il libro della giungla 2, regia di Steve Trenbirth (2002)
- Alla ricerca di Nemo, regia di Andrew Stanton e Lee Unkrich (2003)
- Le follie di Kronk, regia di Saul Blinkoff,  Elliot M. Bour, Robin Steele (2005)
- Chicken Little - Amici per le penne, regia di Mark Dindal (2005)

## Televisione
- Coppia in giallo (ITV, 1978) – regista